# Turmhügel Schanzel

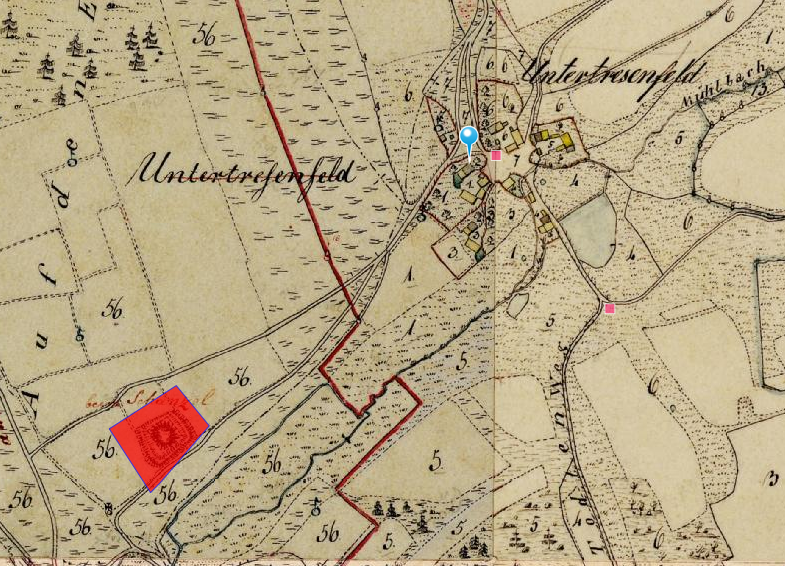
Lagestelle des Turmhügels Schanzl auf Bayerische Uraufnahme von 1843

Der Turmhügel Schanzel, auch Waldauer Schanzl oder Schwedenschanzl genannt, liegt bei Untertresenfeld nördlich der Straße Vohenstrauß – Untertresenfeld – Waldau in der Oberpfalz. Vermutlich entsprach er einer Motte, so wie diese mit einem hölzernen Turm auf einem künstlich angelegten Turmhügel im Geschichtspark Bärnau-Tachov rekonstruiert wurde. Der mittelalterliche Turmhügel ist ein denkmalgeschütztes Bodendenkmal (D-3-6339-0015) von Vohenstrauß. Seit 1990 informiert dort eine Schautafel über das Schanzel.

## Geschichte
Nach der Bayerischen Uraufnahme von 1836 lag die Anlage auf einer Altstraße, die von Luhe und Kaimling her kommend über Waldau am Schanzel nach Waldthurn und dann weiter nach Böhmen führte. In der Uraufnahme ist diese Straße als tiefer Hohlweg eingezeichnet, der vom Schafwiesweg über den hinteren Thurmbühl (eventuell eine weitere Befestigungsanlage, über die es aber keinerlei Nachrichten gibt) zur früheren Schäferei von Waldau führte. 1977 wurde der Hohlweg im Zuge der Flurbereinigung verfüllt und somit sind diese Spuren verloren gegangen.

„Das Schanzel ist der Rest eines alten Burgstalls. Er besteht aus einem viereckigen Kern, der oben abgeplattet ist und etwa zehn Meter Seitenlänge hat. Alle vier Seiten haben heute noch steile Böschungen. Um dieses Kernwerk zieht ein tiefer Graben, an dessen Außenwand ehemals ein Wall vorgelagert war, der die ganze Anlage umspannte.“

Von dem Wall sind nur noch Reste erhalten. Besonders an der West-, Nord- und Ostseite sind durch landwirtschaftliche Tätigkeiten Teile abgetragen worden. Der Umfang des Wallgrabens betrug rund 100 Meter. Die Wallanlage war mit Palisaden befestigt. Innerhalb des Walls  befand sich ein Hügel von 40 mal 40 Metern. Der innere Hügel war bis zu neun Meter hoch und hatte einen Durchmesser von zwölf Metern, auf ihm stand ein hölzerner Turm.
Das „Schanzl“ ist 1396 in einem Leuchtenberger Lehensbuch erstmals urkundlich erwähnt. Angeblich bauten die Schweden während des Dreißigjährigen Kriegs dort eine feste Stellung, zuvor hatten sie Untertresenfeld zerstört. Der Brennmeister des Schlossguts Waldau hat 1955 unweit des Schanzels eine Münze mit der Jahreszahl 1614 gefunden. Bei Nachgrabungen an der Talsohle kamen menschliche Skelette und auch Knochen von Pferden sowie Hufeisen zum Vorschein. Nach dem Volksmund sind im „Schanzel“ die Pesttoten von Waldau begraben. Eine andere Überlieferung berichtet, dass um 1799 im Schloss Waldau ein Militärhospital für bayerische Truppen eingerichtet war. Plötzlich habe hier der Typhus oder die Ruhr zu wüten begonnen und in kurzer Zeit 300 Soldaten hinweggerafft. Diese Opfer seien dann im „Schwedenschanzl“ begraben worden.